# رالف شوماخر
رالف شوماخر (بالألمانية: Ralf Schumacher)‏ (ولد في 30 يونيو 1975 في هيرث، شمال الراين وستفاليا) هو سائق سباقات الألماني، والشقيق الأصغر ل مايكل شوماخر بطل العالم. امتدت مسيرته في عالم الفورمولا 1 11 موسم 1997 حتي 2007، فاز بستة سباقات من 180 سباق ووصل إلى منصات 72 مرة قبل أن يتقاعد من سباقات الجائزة الكبرى بعد أن فشل في تأمين مكان له لسباق العام 2008. ومنذ عام 2008 يشارك في بشكل منتظم في سلسلة سباقات دويتشه الأساتذة DTM Tourenwagen مرسيدس.

## بداية حياته
ولد في Hürth - Hermülheim بالقرب من كولونيا، بدأ السباق في سن الثالثة في الكارت ووالديه كانا في بلدة ديارهم سعيدان به كسائق جديد. بعد الانتهاء من مركز الوصيف في سلسلة الكارتينغ الوطنية، التحق شوماخر إلى بطولة فورمولا ثلاثة الألمانية في عام 1995. وحصل على المركز الثاني في هذه السلسلة. كما فاز أيضا في سباق ماكاو، وهو السباق الذي حققه شقيقه مايكل شوماخر ثم انتقل شوماخر إلى أن بطولة نيبون في عام 1996 وفاز بها ليلتحق إلى الفورمولا واحد مع فريق جوردن البريطاني في العام 1997

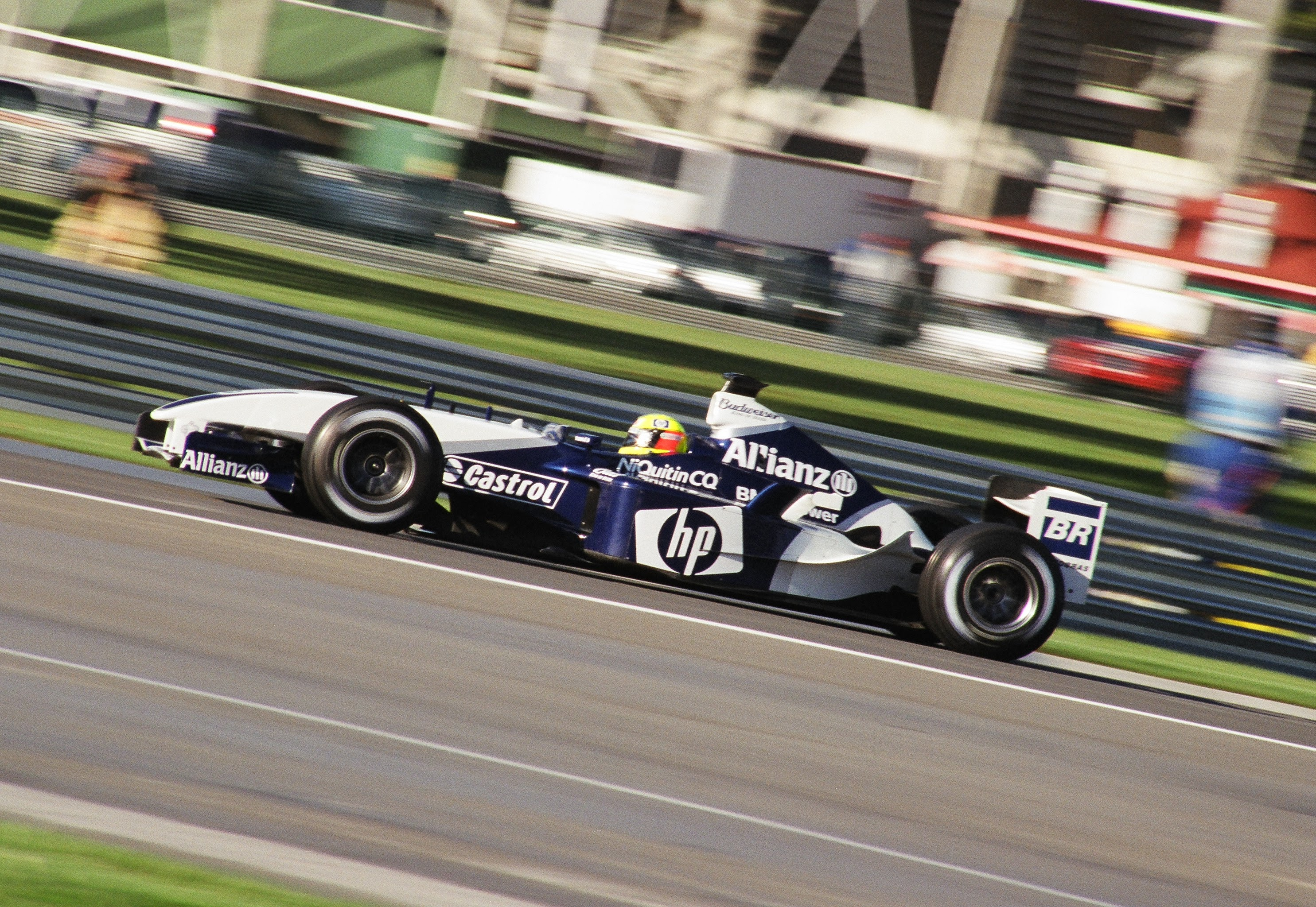
رالف مع فريق ويليامز في 2003